# Ricardo Lynch
Ricardo Lynch (nascido em 20 de setembro de 1984) é um ciclista profissional olímpico jamaicano. Representou sua nação nos Jogos Olímpicos de Verão de 2008, na prova keirin.